# Communications
Communications è una rivista francese semestrale, fondata nel 1961 e pubblicata dalle Éditions du Seuil. È diretta dal Centre Edgar-Morin, affiliato all'École des hautes études en sciences sociales e fa numeri tematici sulle comunicazioni di massa, la semiologia e altri argomenti di antropologia sociale o, come verranno chiamate qualche anno dopo la fondazione, di scienze della comunicazione.
Tra i collaboratori che vi hanno scritto negli anni, figurano Theodor W. Adorno, Philippe Ariès, Henri Atlan, Jacques Attali, Marc Augé, Roland Barthes (fondatore), Jean Baudrillard, Claude Bremond, Francesco Casetti, Noam Chomsky, Mary Douglas, Umberto Eco, Marc Ferro, Luc Ferry, Alain Finkielkraut, Moses Finley, Georges Friedmann (fondatore), Clifford Geertz, Gérard Genette, Carlo Ginzburg, André Glucksmann, Algirdas Julien Greimas, Félix Guattari, Julia Kristeva, Jacques Le Goff, Emmanuel Le Roy Ladurie, Christian Metz, Edgar Morin (fondatore), Serge Moscovici, Jean-Luc Nancy, Thomas Pavel, Jean-Marie Schaeffer, Jean-Louis Schefer, René Thom, Tzvetan Todorov, Eliseo Verón, Paul Virilio ecc.